# Cid Moreira
Cid Moreira (Taubaté, 29 de setembro de 1927 – Petrópolis, 3 de outubro de 2024) foi um locutor, narrador, apresentador e influenciador digital brasileiro. Dono de uma das vozes mais marcantes da televisão do país, tornou-se conhecido por ser o primeiro apresentador do Jornal Nacional, trabalho que exerceu de 1969 a 1996.
Cid foi também um dos apresentadores e narradores de reportagens especiais do dominical Fantástico; em 1999, ficaram populares as reportagens do mágico Mr. M, por ele narradas. A sua voz forte e potente também tornou conhecida diversas narrações de textos bíblicos, projeto muito aclamado por seus fãs.

## Biografia

### Primeiros anos
Filho do bibliotecário Isauro Moreira e da dona de casa Elza Moreira, era irmão do locutor Célio Moreira, que trabalhou na equipe inicial da Globo. Formou-se em contabilidade em 1944. Naquele ano, admirado com as imitações que Cid Moreira fazia ao microfone nas festas regionais da cidade, um amigo – cujo pai era diretor da Rádio Difusora Taubaté – o convenceu a fazer um teste de locução. Contratado, Cid Moreira atuou na narração de comerciais até 1949, quando mudou-se para São Paulo e passou a trabalhar na Rádio Bandeirantes e na Propago Publicidade.

### Carreira

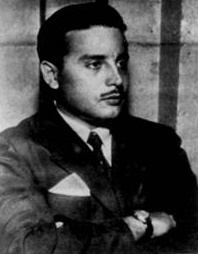
Cid Moreira em 1955

Cid começou a trabalhar na Rádio Difusora de Taubaté como contador, aos 15 anos. Como sua voz era muito bonita e grave, foi convidado para ser locutor. Após formar-se em Contabilidade, transferiu-se para a Rádio Bandeirantes, em 1947. Em pouco tempo viu seu salário ser aumentado de 1 500 para 2 600 cruzeiros, além de ser contratado como locutor oficial da campanha de Ademar de Barros (um dos proprietários da Bandeirantes) para as Eleições estaduais em São Paulo, em 1947. Em 1951 foi contratado por Gilberto Martins, junto com Carlos Henrique e Nelson de Oliveira, para a Rádio Mayrink Veiga. Ali permaneceu por doze anos como um dos principais narradores, até ser contratado pela TV Excelsior. Narrou documentários para o cinema, meio no qual também apresentou o noticiário semanal Canal 100, produzido por Carlos Niemeyer. Em 1955 atuou como ator no filme Angu de caroço, voltando ao cargo de narrador em 1958, no filme Traficantes do Crime.
Na época áurea do cinema foi narrador dos jornais de cinema da maior parte dos estados brasileiros. Apresentou de 1969 a 1996 o Jornal Nacional, da TV Globo, sendo recordista como âncora que mais tempo esteve à frente de um mesmo telejornal. A estreia do Jornal Nacional, em 1 de setembro de 1969 foi com o locutor Hilton Gomes. Segundo a Folha de S.Paulo, Cid "não se envolvia na produção do telejornal, não escrevia textos e nunca produziu uma reportagem", cabendo a ele apenas a função de narrar as notícias.
A última edição de Cid Moreira como âncora do Jornal Nacional ocorreu em 29 de março de 1996, ao lado de Sérgio Chapelin.  A alegação do então diretor de jornalismo da Globo, Evandro Carlos de Andrade, para a saída de Cid Moreira era de que a empresa procurou trocar os locutores por jornalistas, como ocorria em outros telejornais. Em 1999 foi para o Fantástico, onde narrou quadros famosos como do Mister M e Padre Quevedo.
Em 1975, Cid Moreira provê narração para o documentário Brasil: Ontem, hoje e amanhã, material de propaganda do governo que comemorou os onze anos de ditadura militar no Brasil.
Cid é célebre também pelo áudio da Bíblia cristã na íntegra e em linguagem atual, gravado em 2011. Os CDs com sua locução alçaram um enorme sucesso de vendas, chegando hoje a 33 milhões de cópias. Aos 87 anos e 70 de carreira, Cid publicou sua biografia Boa Noite, título que remete à frase "boa noite!", com a qual encerrava o Jornal Nacional.
Em 24 de abril de 2015 apresentou um bloco do Jornal Nacional junto com Sérgio Chapelin, como uma forma de homenagem da Globo aos dois jornalistas, que por muitos anos comandaram o Jornal Nacional, na semana de aniversário de cinquenta anos da TV Globo. Chamaram a última reportagem da série "50 Anos de Jornalismo da Globo", apresentado de 20 a 24 de abril dentro do programa, no dia 24, com reportagens e fatos marcantes entre 2005 e 2014.
Era um dos poucos profissionais que tinha contrato vitalício com a TV Globo.
Durante a Copa do Mundo de 2010, Cid gravou uma vinheta a ser exibida durante as reportagens do Fantástico e de programas esportivos da TV Globo, chamada "Jabulaaani!", nome da bola Adidas Jabulani, é até hoje um sucesso em sites de vídeos.

## Carreira fonográfica
Cid deu voz a diversos álbuns falados ao longo de sua carreira. Gravou um compacto em 1975, pela Som Livre, com o poema "Desiderata", baseado em um texto encontrado em uma igreja em Baltimore, nos Estados Unidos. A ideia inicial era que o disco fosse distribuído como um brinde; mas sem interessados em promovê-lo dessa maneira, o trabalho foi lançado comercialmente.
Em 1977 lançou seu primeiro álbum, Oração da Minha Vida, pela gravadora católica Paulinas. Um segundo volume foi lançado em 1984.
A partir da década de 1990, passou a estar mais presente na gravação de textos bíblicos. Em 1992 lançou o LP Salmos, pela Line Records, gravadora ligada à Igreja Universal. Um segundo volume foi gravado nesse mesmo ano, lançado no ano seguinte.
Pela Warner/Continental lançou O Sermão da Montanha (1994) e Quem é Jesus (1995).
Após deixar o Jornal Nacional, Cid passou a se dedicar às grandes coleções sobre a Bíblia. Em 1998 lançou a coleção Passagens Bíblicas, uma série de 12 CDs. O sucesso foi tanto, que a coleção foi ampliada para 24 discos. Em 1999 gravou uma coleção de quatro CDs sobre o livro do Apocalipse. Outra coleção foi a do texto integral do Novo Testamento, lançado em 1999 pela TV Line.
Em 2000 lançou a coleção Novo Testamento, pela Gol Records, com 12 CDs, tendo distribuição em jornais pelo Brasil. Em 2001 lançou o álbum Mensagem de Paz, com Aline Barros, cuja renda foi revertida a uma campanha contra a fome.
Com o sucesso dos álbuns bíblicos, Cid Moreira decidiu gravar o texto integral da Bíblia. Ele apresentou a ideia ao produtor da coleção anterior de 24 CDs, que não acreditou na viabilidade comercial. O apresentador mostrou a ideia a Milton Afonso, cofundador da rede de planos de saúde Golden Cross, que aceitou financiar a obra. O projeto teve início em 2004, com uma caixa inicial de seis CDs. A Bíblia em áudio completa foi lançada em 2009.
Em 2010, lançou a coleção "Recados da Bíblia", com 12 CDs trazendo reflexões sobre os textos bíblicos.

## Religiosidade
Conhecido pelas gravações da Bíblia, Cid Moreira foi criado em um lar católico, mas até os 30 anos não seguia nenhuma religião e questionava os dogmas da Igreja. Em uma entrevista à Folha de S.Paulo, em 2000, Cid se definia apenas como um "cristão" e que defendia a divulgação da Bíblia em uma linguagem mais atual.
Teve contato com a Igreja Adventista do Sétimo Dia, por meio do advogado Agostinho Casarin Junior, membro da denominação, e se tornou cada vez mais simpatizante de suas doutrinas.
Em 2015 participou de um evento em comemoração ao centenário da Igreja Adventista, em Mato Grosso do Sul.

## Morte
Sua última aparição pública, em vídeo, ocorreu poucos dias antes de ser internado no hospital, em Petrópolis. Na ocasião, o jornalista recebeu, em sua casa, a visita do poeta Douglas Jefferson, também de Taubaté, que teve poemas gravados por Cid.
O apresentador morreu no dia 3 de outubro de 2024, em Petrópolis, cidade da serra do Rio de Janeiro, por falência de múltiplos órgãos. Ele estava internado num hospital para tratar de uma pneumonia. Cid sofria de um quadro renal crônico desde 2022 e, possivelmente devido à diálise que realizava desde então, tratava também uma peritonite, também associada a uma infecção urinária. A apresentadora Patrícia Poeta confirmou a morte de Cid ao vivo no programa Encontro. A Folha de S.Paulo estimou o patrimônio da herança do apresentador em R$ 60 milhões de reais.

## Narrações
- 1970 - Brasil, bom de bola;
- 1973 - Fantástico;
- 1974 - Futebol total;
- 1982 - João e sinuca brasileira;
- 2004 - Fantástico 30 anos - grandes reportagens;
- 2005 - 2 Filhos de Francisco - narração da vida dos cantores Zezé Di Camargo & Luciano;
- 2010 - Gravação bíblica em formato de CD
- 2010 - Copa do Mundo de 2010 - narração dos bordões "Jabulaaani!" e "Mick Jagger!..."
- 2013 - Anchorman 2: The Legend Continues

## Discografia

### Álbuns de estúdio
- 1977 - Oração da Minha Vida Volume 1 (Paulinas-Comep)
- 1984 - Oração da Minha Vida Volume 2 (Paulinas-Comep)
- 1992 - Salmos Volume 1 (Line Records)
- 1993 - Salmos Volume 2 (Line Records)
- 1993 - Desiderata (CSP Records)
- 1994 - O Sermão da Montanha (Warner-Continental)
- 1995 - Quem é Jesus (Warner-Continental)
- 1996 - Salmos - Volume 3 (Warner-Continental)
- 1998 - Agora Vale a Vida (Paulinas-Comep)
- 2001 - Momentos do Velho Testamento (Warner)
- 2001 - Momentos do Novo Testamento (Warner)
- 2001 - Mensagem de Paz (com Aline Barros) (AB Records)
- 2013 - O Senhor é Minha Proteção (Paulinas-Comep)
- 2021 - Natalis (com Walther Neto) (Alvorada Brasileira)

### Coleções
- 1998 - Passagens Bíblicas (24 discos) (Gol Records)
- 1999 - A Vida de Jesus Cristo (1999) (2 discos) (Gol Records)
- 1999 - Mensagens para o Novo Milênio: o Apocalipse em Linguagem Simples e Atual (4 discos) (Gol Records)
- 1999 - A Bíblia Sagrada em CD - Novo Testamento Narrado por Cid Moreira (24 discos) (TV Line)
- 2000 - Novo Testamento (12 discos) (Gol Records)
- 2004–2009 - A Bíblia Sagrada em texto integral (Collins Brasil - Sociedade Bíblica do Brasil)
- 2010 - Recados da Bíblia (Gol Records)

### Audiolivros
- 1994 - Caminho a Cristo (6 discos)

### EPs
- 1975 - Desiderata / Poemas Hindus (Som Livre)

### Vídeos
- 1999 - Caminhos de Jesus: Visita à Terra Santa